# Miasto Słońca

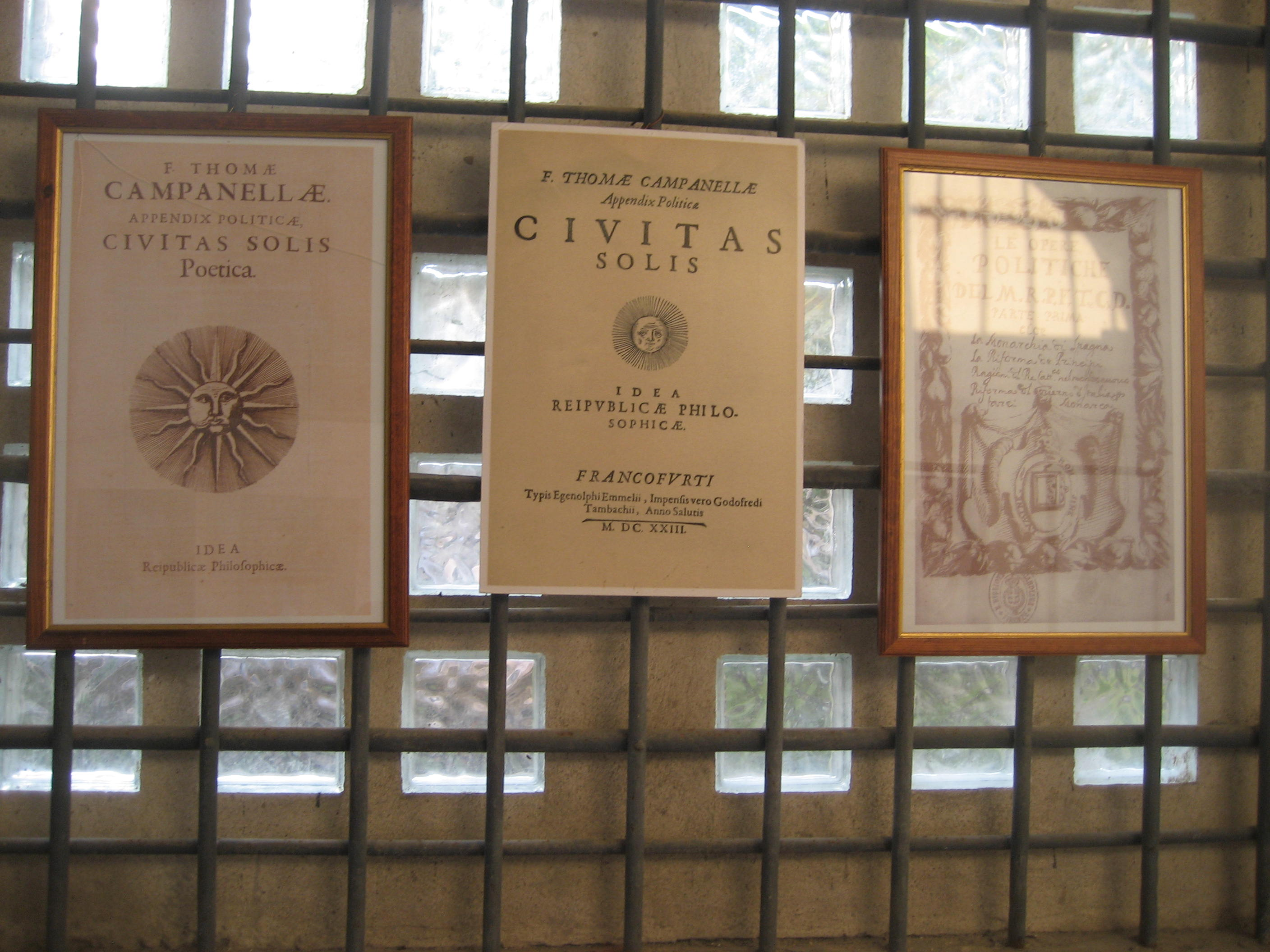
Civitas Solis

Miasto Słońca (łac. Civitas solis poetica. Idea reipublicae philosophicae) – dialog filozoficzno-polityczny Tommasa Campanelli z początku XVII wieku, wpisujący się w popularny w renesansie nurt tekstów utopijnych.

## Okoliczności powstania oraz forma tekstu
Powszechnie sądzi się, że Miasto Słońca powstało w roku 1602, czyli podczas pobytu Campanelli w więzieniu, który trwał od 1599 roku. Utwór został napisany po pierwszym, najtrudniejszym okresie niewoli, którego ślady możemy dostrzec w samym tekście. Pierwotna wersja została napisana po włosku, w roku 1613 autor przetłumaczył książkę na łacinę, w której ukazało się pierwsze wydanie w roku 1623. Utwór ma formę dialogu 2 postaci: Hospitalariusza, czyli mnicha odpowiedzialnego w klasztorze za zakwaterowanie dla pątników i podróżnych, oraz Genueńczyka – sternika z Genui, który odwiedził Miasto Słońca i opowiada o nim mnichowi.

## Ustrój idealny w Mieście Słońca
Model przedstawiony w utopii Campanelli bywa określony monarchią idealną, czasem zaznacza się natomiast że wizja Campanelli miała być niezależna od typowego Arystotelesowskiego podziału i miała tworzyć swoistą „nową jakość”. Celem Campanelli było właśnie opisanie ustroju, w którym życie ludzkie będzie w największym możliwym stopniu bliskie stanowi natury. Jego utopia łączy cechy państwa Platona z porządkami klasztornymi.
Organy Władzy:
1. Na czele państwa Solariuszy (obywateli Miasta Słońca) stoi władca absolutny, „Metafizyk”, będący jednocześnie najwyższym kapłanem i mędrcem. Do pełnienia tej funkcji konieczne było zarówno dogłębne wykształcenie, jak i znajomość rzemiosła. Nie określa jednak żadnych konkretnych procesów wyboru najwyższej, władzy zakładając, że w naturalny sposób wyznaczana będzie najbardziej predestynowana do tego osoba; podany jest też cenzus wieku – 35 lat.
2. U boku Metafizyka stoją trzej współwładcy (triumwirzy). Każdemu z nich podlegają osoby odpowiedzialne za poszczególne nauki czy rzemiosła, będące jednocześnie głównymi kierunkami właściwych zawodów:
  1. Moc – odpowiedzialny za sprawy wojny, kieruje chociażby Strategiem czy szefem Zbrojowni;
  2. Mądrość – władający nauką i oświatą, podlegają mu np. Matematyk, Fizyk i Ekonomista;
  3. Miłość – zajmujący się wychowaniem dzieci, dobieraniem par oraz zaopatrzeniem. Jest zwierzchnikiem między innymi: Przełożonego do spraw rozradzania się, Wychowawcy czy Wielkiego Kuchmistrza.
3. Ponadto powołana została instytucja Wielkich Zgromadzeń, które odbywały się zawsze w dniu pełni księżyca. Miały one na celu umożliwienie wyrażania woli zbiorowej, sformułowanie i przedstawienie pragnień i skarg ludu.

## Wybrane aspekty wizji państwa idealnego
- Prawo nie jest traktowane zbyt przychylnie. Nieliczne jego przepisy są wyryte na spiżowych tablicach i wystawione na widok publiczny. Nie istnieją oddzielne organy sądownicze – sędziami są główni kierownicy zawodów, którymi parali się oskarżeni, w wypadku występków umyślnych występuje prawo odwetu, jeśli zaś karany czyn popełniono bez rozmysłu, kara zostaje złagodzona przez triumwirów. Ponadto Metafizykowi przysługuje prawo łaski.

- Praca fizyczna cieszy się wielkim poszanowaniem. Nie istnieje też (w przeciwieństwie do Utopii Morusa) instytucja niewolnictwa. Obowiązki i zajęcia nakładane są na wszystkich, a dzięki dobrej organizacji pracy jej czas wynosi dla wszystkich zaledwie 4 godziny dziennie.

- Wizja Campanelli zakłada, że w gestii odpowiednich urzędników państwowych (podległych Miłości) leży wychowanie dzieci oraz optymalny dobór par. Celem takiego postępowania jest najlepsze z możliwych potomstwo. Selekcja ma być dokonywana na zasadzie idealnego uzupełnienia się kobiety i mężczyzny, więc piękne i rosłe kobiety łączy się z podobnymi do nich mężczyznami, te o kształtach pełnych – z panami o kruchej posturze, natomiast bardzo chude niewiasty – z mężczyznami o wiele bardziej postawnymi.

- Wspólnota majątkowa – Solariusze uważają, że skrajna nędza jest przyczyną nikczemności, pod jej wpływem ludzie stają się złodziejami, zdrajcami i kłamcami. Bogacze natomiast są butnymi nieukami o twardym sercu. Wspólnota zaś czyni wszystkich zarówno bogatymi, gdyż mają dostęp do wszelkich dóbr, jak i biednymi, ponieważ nie posiadają niczego na własność.

## Miasto Słońcaa myśl polityczna
Campanella bywa często uważany za jednego z prekursorów socjalizmu utopijnego. Oznaki idei, które dziś nazwalibyśmy socjalistycznymi widoczne są szczególnie w poglądach autora na temat nadrzędności własności wspólnej nad prywatną oraz niechęci do niewolnictwa rozumianego przez niego szerzej: jako praca jednych na rzecz zysków innych. Zasada Campanelli „nic nad zasługę” znajduje swoje odzwierciedlenie w myśli Saint-Simona, który uważał, że każdemu należy się zapłata według jego zasług. Natomiast krótka i nienużąca praca, jaką wykonują Solariusze, mogła być inspiracją dla idei pracy harmonijnej Charles’a Fouriera. Niektórzy myśliciele socjalizmu głosili też tezy wspólnoty kobiet oraz potomstwa, które Campanella podobnie jak wspólnotę własności argumentował przeciwdziałaniem ludzkiemu egoizmowi. Egoizm ów miał rodzić się u ludzi wychowujących własne potomstwo, dla którego chcą zdobyć jak najwięcej kosztem dobra wspólnego. Trzeba jednak zaznaczyć, że tak radykalne podejście było odrzucane przez znaczną część myśli socjalistycznej (pogląd Campanelli na temat wychowania dzieci został poddany miażdżącej krytyce np. w pracach Bolesława Limanowskiego) jako niezgodne z naturą.